# Мазен
Мазен (њем. Maasen) општина је у њемачкој савезној држави Доња Саксонија. Једно је од 47 општинских средишта округа Дипхолц. Према процјени из 2010. у општини је живјело 522 становника. Посједује регионалну шифру (AGS) 3251024.

## Географски и демографски подаци
Мазен се налази у савезној држави Доња Саксонија у округу Дипхолц. Општина се налази на надморској висини од 45 метара. Површина општине износи 18,7 km². У самом мјесту је, према процјени из 2010. године, живјело 522 становника. Просјечна густина становништва износи 28 становника/km².